# سیارک ۳۴۶۰
سیارک ۳۴۶۰ (به انگلیسی: 3460 Ashkova، نامگذاری:1973QB2) سه هزار و چهارصد و شصتمین سیارک کشف شده‌است که در ۳۱ اوت ۱۹۷۳ کشف شد.
قدر مطلق سیارک برابر ۱۲٫۳۰ است.